# Йосіно-Мару (872)
Йосіно-Мару (872) (Yoshino Maru) — транспортне судно, яке під час Другої світової війни брало участь у операціях японських збройних сил на Тихому океані.
В якийсь момент судно залучили до операцій японських збройних сил в Океанії. Відомо, що 13 лютого 1944-го воно перебувало в затоці Мусчу (із західної сторони острова Мусчу), за кілька десятків кілометрів на північний захід від Веваку — головного японського гарнізону на Новій Гвінеї. Тут його виявили й потопили літаки американської армійської авіації. За свідченнями місцевих мешканців, щонайменше один з моряків доплив до острова Мусчу. Є відомості, що також був потоплений мотобот, який «Йосіно-Мару» вело на буксирі.
Проведене в 2004 році дослідження решток показало, що на «Йосіно-Мару» провадили певні рятувальні роботи — великі елементи конструкції відтягнуті, а центральний трюм судна порожній.